# Earth's Children
Earth's Children refere-se a uma série de livros de autoria da escritora americana Jean Auel.

## Ayla, a Filha das Cavernas
A série é composta dos seguintes livros:
Ayla, a Filha das Cavernas (The Clan of the Cave Bear), 1980
Passada na pré-História, Ayla é uma menina humana, que aos cinco anos perde sua família em um terremoto, e sai vagando, até ser encontrada e adotada por uma tribo de Neandertais. A menina é criada por eles, e desaprende a falar, uma vez que os Neandertais não usam sons, somente se comunicando através de uma complexa linguagem corporal.
Este livro ganhou um filme de mesmo nome, com Daryl Hannah no papel de Ayla.
O Vale dos Cavalos (The Valley of Horses), 1982
Depois de ser expulsa da tribo, Ayla, agora com 14 anos viaja e encontra um lindo vale, onde uma tribo de cavalos selvagens vive. Ali Ayla sobrevive por tres anos, até encontrar o primeiro ser humano em sua vida, de sua mesma espécie, Jondalar.
Sem saber falar, Ayla não consegue se comunicar com Jondalar, que não consegue entender o que aquela estranha e linda mulher faz sozinha naquele lugar selvagem.
Os Caçadores de Mamutes (The Mammoth Hunters), 1985
Ayla e Jondalar viajam juntos, mas antes passam uma temporada entre os Mamutoi, uma tribo que tinham sua vida e sociedade organizada em torno dos Mamutes. O amor entre Ayla e Jondalar corre perigo quando eles encontram um concorrente a Jondalar.
Planície de Passagem (The Plains of Passage), 1990
Neste quarto episódio da saga, Ayla e seu companheiro enfrentam enormes provações em sua diária luta pela sobrevivência. Além dos perigos normais do dia-a-dia, suas andanças os levam a atravessar campos vastos, varridos pelos ventos cortantes da Era Glacial. Nesse ambiente mortífero, ainda enfrentarão inimigos ferozes que, como eles, lutam pela vida em um mundo que não perdoa os fracos. Durante essa jornada, Ayla e Jondalar encontram muitas coisas novas, nunca antes vistas por seu povo. E descobrem que o desconhecido, quase sempre perigoso, pode trazer beleza e sabedoria extasiantes.
O Abrigo de Pedra (The Shelters of Stone), 2002
Ayla e Jondalar finalmente chegam em casa, mas aí, novas dificuldades para Ayla se adaptar em meio a sociedade de Jondalar.
A Terra das Cavernas Pintadas (The Land of Painted Caves), 2011
Neste livro Ayla enfrenta as dificuldades de ser treinada para virar uma Zelandoni (mentor espiritual e cuidadora) enquanto mantem o casamento com Jondalar e cria sua filha. O sexto volume da saga foi lançado no Brasil em 2013.